# San Antonio Nuevo Paraíso
San Antonio Nuevo Paraíso är en ort i Mexiko.   Den ligger i kommunen Santa María Chimalapa och delstaten Oaxaca, i den sydöstra delen av landet, 600 km sydost om huvudstaden Mexico City. San Antonio Nuevo Paraíso ligger 209 meter över havet och antalet invånare är 106.
Terrängen runt San Antonio Nuevo Paraíso är kuperad.  Trakten runt San Antonio Nuevo Paraíso är nära nog obefolkad, med mindre än två invånare per kvadratkilometer. Närmaste större samhälle är Poblado 10, 16,6 km nordväst om San Antonio Nuevo Paraíso. I omgivningarna runt San Antonio Nuevo Paraíso växer i huvudsak städsegrön lövskog.